# Skót parlament
Skócia parlamentje (skót gael nyelven Pàrlamaid na h-Alba, skótul The Scots Pairlament)
 delegált hatalmú egykamarás nemzeti törvényhozó testülete. Mivel székhelye a főváros, Edinburgh Holyrood nevű kerületében van, a parlamentet metonimikus névadással Holyrood néven is emlegetik.
Demokratikusan választott testület 129 taggal. A képviselőit négy évre választják, módosított vegyes arányos képviseleti rendszerben, úgynevezett additional member systemben. A 73 egyéni választókerületet képviselő tagot egyszerű többségi szavazással választják meg. A szavazók egy második szavazattal nyolc közül egy régió pártlistájáról is választhatnak egy jelöltet összesen 56 mandátumra. Utoljára 2016. május 5-én tartottak skót parlamenti választást, és ezen a Skót Nemzeti Párt nyerte el a többséget.

## Története
Az 1707-es szerződés előtt, amely Nagy-Britannia Királyságában egyesítette a Skót Királyságot és az Angol Királyságot, Skóciának önálló törvényhozása volt: Skócia parlamentje. Az egyesülési tárgyalások során a skótok javasolták, hogy maradjon meg egy decentralizált skót parlament is, de az angolok ezt nem fogadták el.
Az ezt követő évszázadokban Skóciát közvetlenül Nagy-Britannia parlamentje (majd nevének megváltozásával az Egyesült Királyság parlamentje) kormányozta Westminster székhellyel. A független parlament, és visszaállításának a követelése azonban a skót nemzeti tudat fontos eleme maradt.
Javaslatok a decentralizálásra, egy "devolúciós" skót törvényhozás létrehozására születtek 1914 előtt, de az első világháború kitörése miatt ezeket félretették. Az 1960-as években azonban felerősödött a skót nacionalizmus, és újra megjelentek a követelések a parlamenti devolúcióra, sőt a függetlenségre is. 1969-ben Harold Wilson munkáspárti kormánya bizottságot hozott létre az alkotmány felülvizsgálatára. A Kilbrandon-bizottság A bizottság egyik fő célja az volt, hogy megvizsgálja, hogy lehetne több önkormányzást biztosítani Skóciának az Egyesült Királyságon belül. Kilbrandon 1973-ban publikált jelentése arra tett javaslatot, hogy állítsák fel a skót gyűlést, amely a skót belföldi ügyek jórészében törvénykezne.
Ebben az időben fedezték fel az északi-tengeri olajlelőhelyeket. A Skót Nemzeti Párt a "Skócia olaja" szlogennel indított kampányt, miközben – a párttal együtt – megerősödött a követelés Skócai függetlenségére. A párt úgy érvelt, hogy Skócia nem részesül eleget az olajbevételekból. Mindezen események hatására Wilson kormánya 1974-ben elkötelezte magát, hogy hogy létrehoznak valamiféle önálló törvényhozást Skócia számára. Az Egyesült Királyság parlamentje azonban csak 1978-ban fogadott el erről jogszabályt.
Az 1978-as Skócia-törvény Edinburgh-ban működő választott gyűlés felállítását rendelte el, amennyiben az 1979. március 1-én tartandó népszavazáson az összes választó legalább 40 százaléka támogatja ezt. Az 1979-es devolúciós népszavazáson azonban a javaslat elbukott. A szavazók 51,6%-a ugyan támogatta, de 63,6%-os részvétel mellett, ez az összes szavazónak csak a 32,9%-át jelentette.
Az 1980-as és 1990-es években nőtt a skót parlament létrehozásának a támogatottsága, részben mert ebben az időszakban a Konzervatív Pártvolt kormányon, miközben a skótok többnyire nem konzervatív képviselőket választottak. 
A népszavazási kudarc után lobbiként létrehozták a Kampány a Skót Gyűlésért csoportot, és ez a szövetkezés 1989-ben a Skót Alkotmányos Konvenció megalapításához vezetett skót egyházak és politikai pártok részvételével. A Konvenció 1995-ben publikált tervezete lefektette a későbbi skót parlament alapjait.
A devolúció a Munkáspárt programjának része maradt, és 1997 májusában ők kerültek hatalomra Tony Blair vezetésével. 1997 szeptemberében megtartották a második skót devolúciós népszavazást, amely az adóváltoztatási joggal is rendelkező, edinburgh-i székhelyű skót parlament létrehozása mellett döntött. 1999. május 6-án megtartották az első választásokat, és július 1-én a Westminster átruházta a szükséges jogokat az új skót parlamentre.

## Olvasmányok
- Balfour, A & McCrone, G (2005): Creating a Scottish Parliament, StudioLR, ISBN 0-9550016-0-9
- Burrows, N (1999): "Unfinished Business – The Scotland Act 1998", Modern Law Review, Vol. 62, No. 2 (March 1999), pp. 241–260
- Centre for Scottish Public Policy (1999): A Guide to the Scottish Parliament: The Shape of Things to Come, The Stationery Office Books", ISBN 0-11-497231-1
- Dardanelli, P (2005): Between Two Unions: Europeanisation and Scottish Devolution, Manchester University Press, ISBN 0-7190-7080-5
- Kingdom, J (1999): Government and Politics in Britain, An Introduction, Polity, ISBN 0-7456-1720-4
- MacLean, B (2005): Getting It Together: Scottish Parliament, Luath Press Ltd, ISBN 1-905222-02-5
- McFadden, J & Lazarowicz, M (2003): The Scottish Parliament: An Introduction, LexisNexis UK, ISBN 0-406-96957-4
- Murkens, E; Jones, P & Keating, M (2002): Scottish Independence: A Practical Guide, Edinburgh University Press, ISBN 0-7486-1699-3
- Taylor, Brian (1999): The Scottish Parliament, Polygon, Edinburgh, ISBN 1-902930-12-6
- Taylor, Brian (2002): The Scottish Parliament: The Road to Devolution, Edinburgh University Press, ISBN 0-7486-1759-0
- Young, John R. (1996): The Scottish Parliament, 1639–1661: A Political and Constitutional, Edinburgh: John Donald Publishers ISBN 0-85976-412-5

## Fordítás
- Ez a szócikk részben vagy egészben  a   Scottish Parliament című angol Wikipédia-szócikk ezen változatának fordításán alapul.  Az eredeti cikk szerkesztőit annak laptörténete sorolja fel. Ez a jelzés csupán a megfogalmazás eredetét és a szerzői jogokat jelzi, nem szolgál a cikkben szereplő információk forrásmegjelöléseként.